# Phoenicoprocta baeri
Phoenicoprocta baeri är en fjärilsart som beskrevs av Rothschild 1911. Phoenicoprocta baeri ingår i släktet Phoenicoprocta och familjen björnspinnare. Inga underarter finns listade i Catalogue of Life.